# Nikolai Andrejewitsch Melnikow
Nikolai Andrejewitsch Melnikow (russisch Николай Андреевич Мельников; * 24. Januar 1948 in Moskau) ist ein ehemaliger russischer Wasserballspieler.

## Karriere
Melnikow besuchte die Lomonossow-Universität Moskau. Seinen ersten internationalen Erfolg im Wasserball feierte er mit dem Titelgewinn bei der Sommer-Universiade 1970. Zwei Jahre später gehörte er zur sowjetischen Nationalmannschaft, die bei den Olympischen Spielen in München die Goldmedaille gewann. 1973 siegte er erneut bei der Sommer-Universiade – diesmal im heimischen Moskau.
Bei der Europameisterschaft 1974 belegte die sowjetische Mannschaft hinter Ungarn den zweiten Platz. Im darauffolgenden Jahr errang Melnikow mit dem Nationalteam der Sowjetunion den Weltmeistertitel bei den Titelkämpfen im kolumbianischen Cali. Für seine sportlichen Leistungen wurde er 1975 mit dem Ehrentitel Verdienter Meister des Sports der UdSSR ausgezeichnet.
Seine zweite Olympiateilnahme erfolgte 1976 bei den Spielen in Montreal. Dort schied die sowjetische Mannschaft in der Gruppenphase aus dem Titelkampf aus und belegte in der anschließenden Platzierungsrunde den achten Rang.
Auf nationaler Ebene wurde Melnikow zwischen 1969 und 1978 mehrfach sowjetischer Meister.